# Dani Wilde

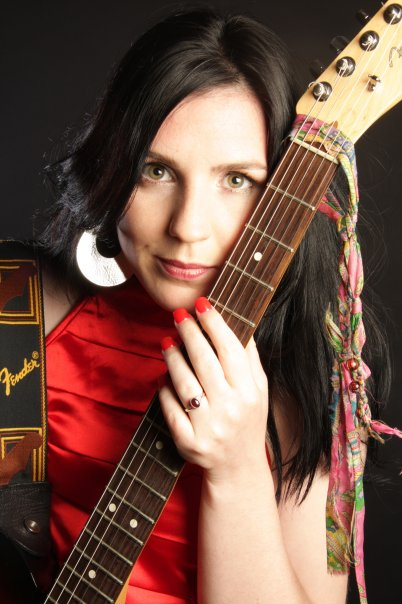
Dani Wilde (2009)

Dani Wilde (* 25. August 1985 in Hullavington, Wiltshire) ist eine britische Sängerin und Gitarristin, welche Elemente verschiedener Stile wie Blues, Country und Gospel zu Popsongs vereint.

## Leben und Karriere
Dani Wilde schloss 2005 ihre Ausbildung in Gesang am Brighton Institute of Modern Music (BIMM) mit einem First Class Degree ab.
Im September 2007 konnte Wilde einen Vertrag mit dem internationalen Blueslabel Ruf Records unterschreiben, bei dem sie ihr Debütalbum Heal My Blues im Januar 2008 veröffentlichen konnte. Danach folgten Touren durch Großbritannien, Europa, Kanada, die USA und Afrika. 2009 veröffentlichte sie ihr zweites Album Shine, das von dem bekannten Bluesproduzenten Mike Vernon produziert wurde. Im Mai 2012 folgte das dritte Studioalbum Juice Me Up.
Wilde gelang es drei ihrer Singles auf Platz eins in den offiziellen europäischen I-Tunes Bluescharts zu platzieren: Bring Your Loving Home (Album: Heal my Blues), Abandoned Child (Album: Shine) und Bitch (Album: Girls with Guitars). Die 2013 bei Bri-Tone Records veröffentlichte Single Loving You schaffte es in die Top 40 der europäischen Countrymusikcharts.

## Zusammenarbeit
Wilde hat mit einer Vielzahl verschiedener Künstler zusammengearbeitet. 2010 trat sie beim WOMAD zusammen mit Pee Wee Ellis auf. Zudem war sie bereits Vorband von Jools Holland, Journey, Johnny Winter und Robben Ford.
2008 tourte sie zusammen mit Candye Kane, Sue Foley und Deborah Coleman in der von Ruf Records organisierten Guitared and Feathers Blues Caravan Tour.
2011 folgte die Girls with Guitars Blues Caravan World Tour zusammen mit Samantha Fish und Cassie Taylor. Zusammen nahmen sie auch das Studioalbum Girls with Guitars auf.   2012 folgte eine Live-CD und DVD, allerdings jetzt mit Victoria Smith am Bass.

## Soziales Engagement
Wilde engagiert sich sehr für die Rechte von Kindern. Außerdem arbeitete sie mit der Organisation „Moving Mountains“ zusammen, welche versucht die Bildung von Straßenkindern und Waisen in Embu (Kenia) zu verbessern.

## Diskografie (Auswahl)
Alben
- 2007: Heal My Blues
- 2008: Beautiful Women In Blues 4
- 2010: Shine
- 2011: Girls With Guitars
- 2012: Juice Me Up
- 2012: Girls With Guitars Live
- 2015: Songs about you

Singles

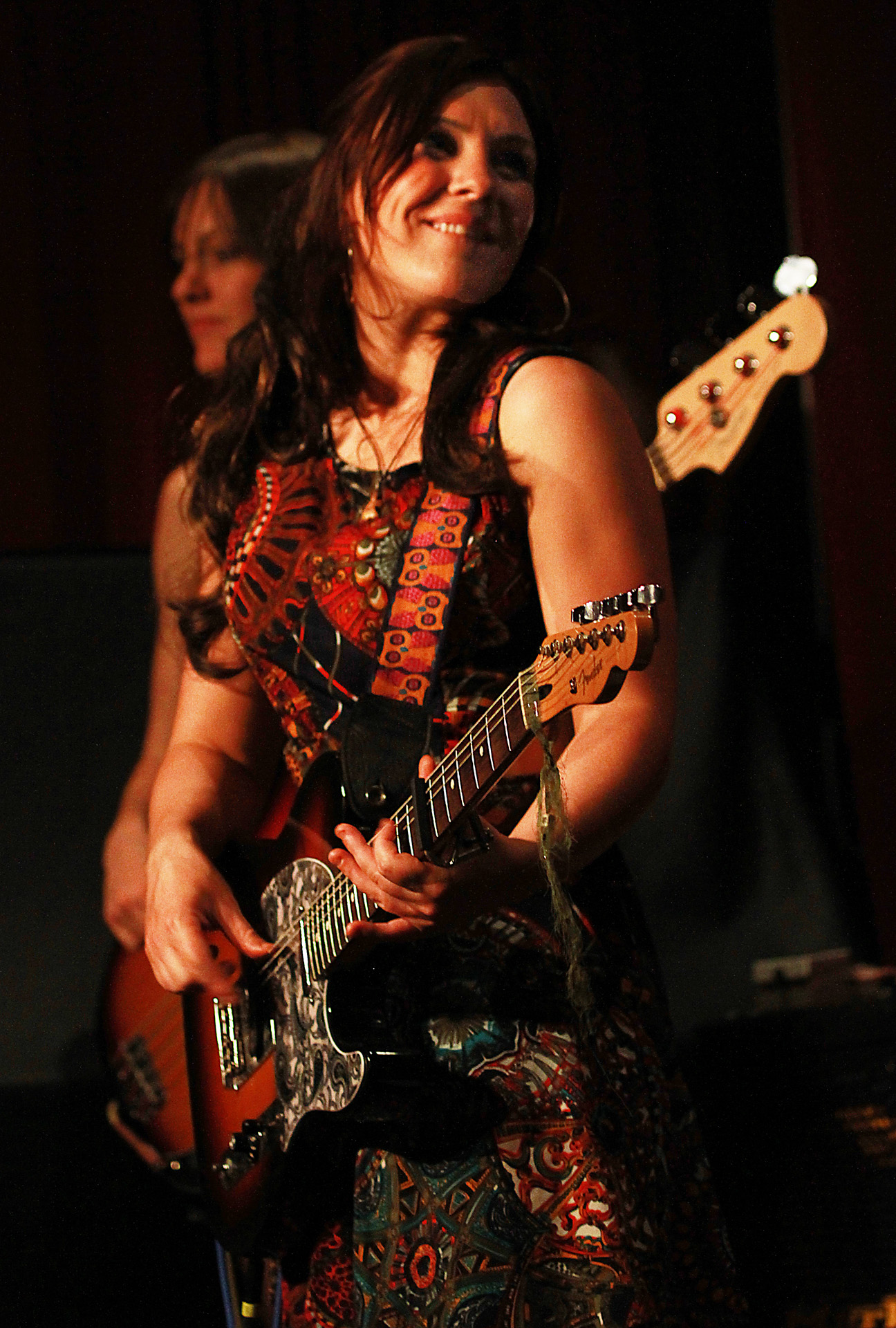
Wilde in Luxemburg (2013)

- 2012: R U Sweet On Me (nur zum Download)
- 2013: Loving You (nur zum Download)
- 2013: Love Hurts (nur zum Download)